# Попівка (Новгород-Сіверський район)
Попі́вка (МФА: [popiŭka] ( прослухати)) — село в Україні, у Новгород-Сіверській міській громаді Новгород-Сіверського району Чернігівської області. 
До 2020 орган місцевого самоврядування — Попівська сільська рада.
Населення становить 506 осіб.

## Походження назви
За легендою село заснували 4 монахи з Новгорода-Сіверського.

## Історія
За даними на 1859 рік у козацькому й власницькому селі Новгород-Сіверського повіту Чернігівської губернії мешкало 1184 особи (567 чоловічої статі та 627 — жіночої), налічувалось 85 дворових господарств, існувала православна церква.
Станом на 1886 у колишньому власницькому селі Фаївської волості мешкало 1137 осіб, налічувалось 240 дворових господарств, існувала православна церква.
За переписом 1897 року кількість мешканців зросла до 1768 осіб (814 чоловічої статі та 954 — жіночої), з яких 1710 — православної віри.
12 червня 2020 року, відповідно до розпорядження Кабінету Міністрів України № 730-р «Про визначення адміністративних центрів та затвердження територій територіальних громад Чернігівської області», увійшло до складу Новгород-Сіверської міської громади.
19 липня 2020 року, в результаті адміністративно - територіальної реформи та ліквідації колишнього Новгород-Сіверського району, село увійшло до новоствореного Новгород-Сіверського району Чернігівської області.

## Населення

### Мова
Розподіл населення за рідною мовою за даними перепису 2001 року:
| Мова       | Кількість | Відсоток |
| ---------- | --------- | -------- |
| українська | 500       | 98.81%   |
| російська  | 6         | 1.19%    |
| Усього     | 506       | 100%     |

## Відомі люди
Бондаренко Валерій Миколайович (1989—2014) — капітан Збройних сил України, учасник російсько-української війни.